# St. Lantpert (München)

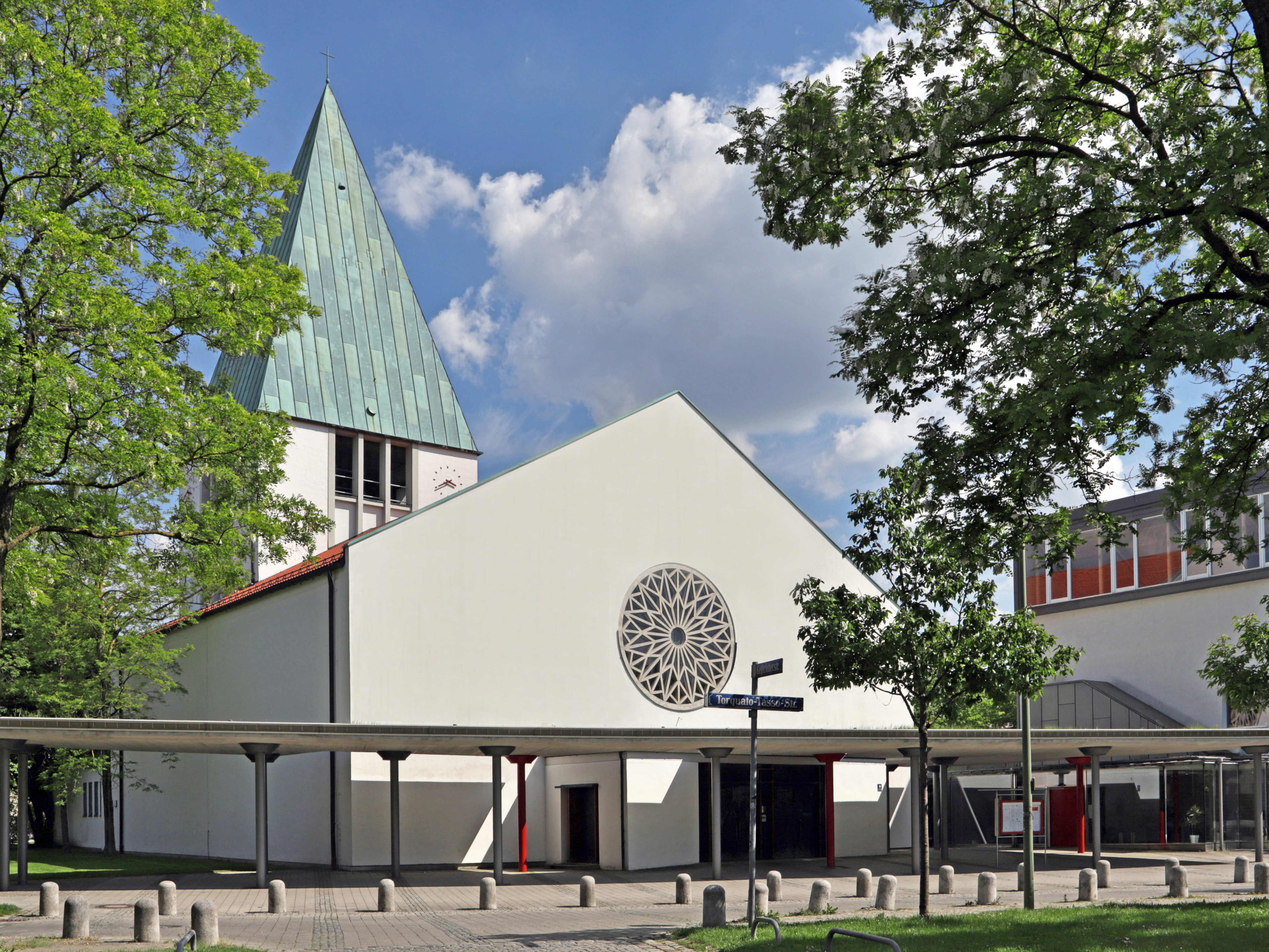
St. Lantpert von Westen (Keferloherstraße) mit Pfarrheim rechts

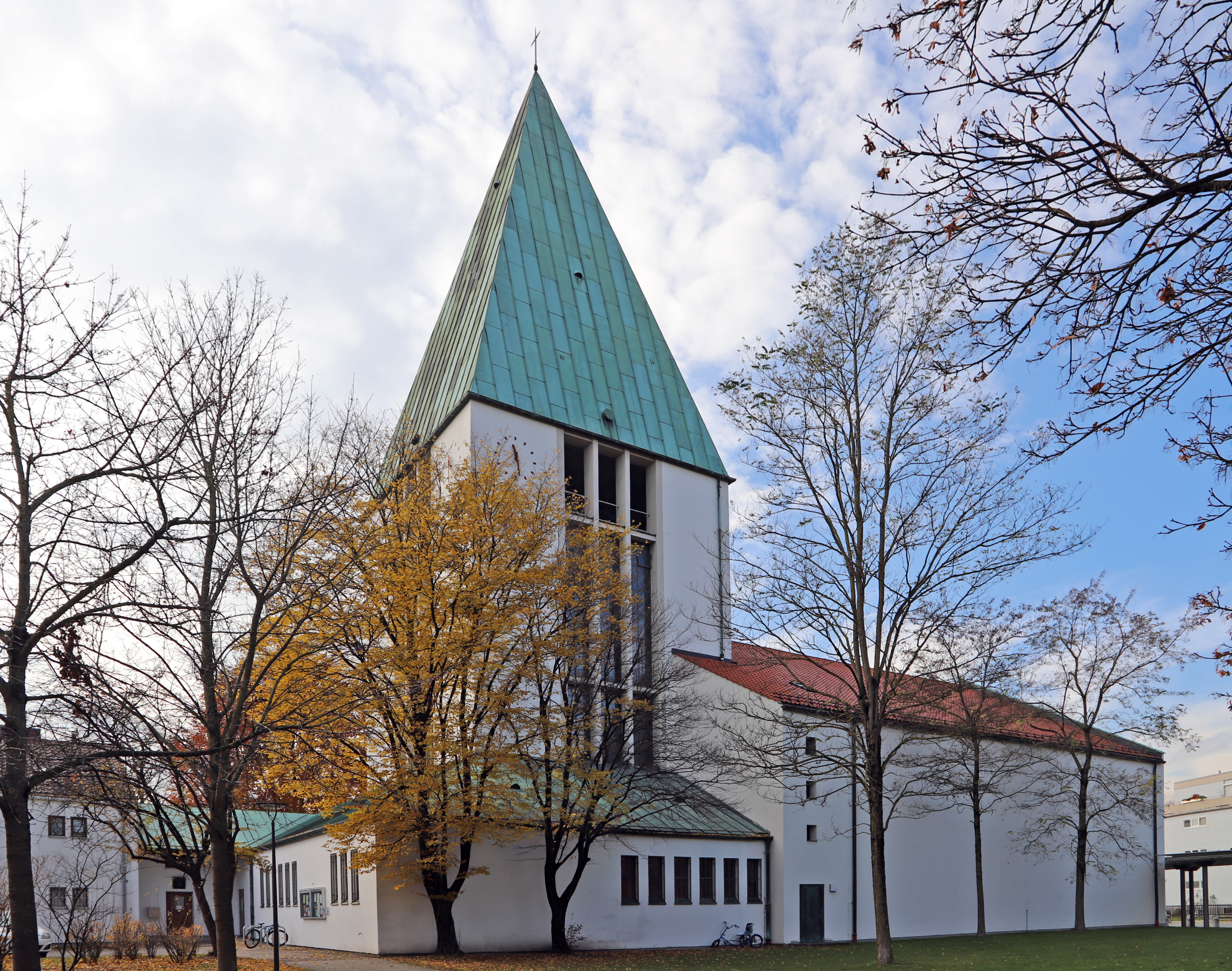
St. Lantpert von Nordosten

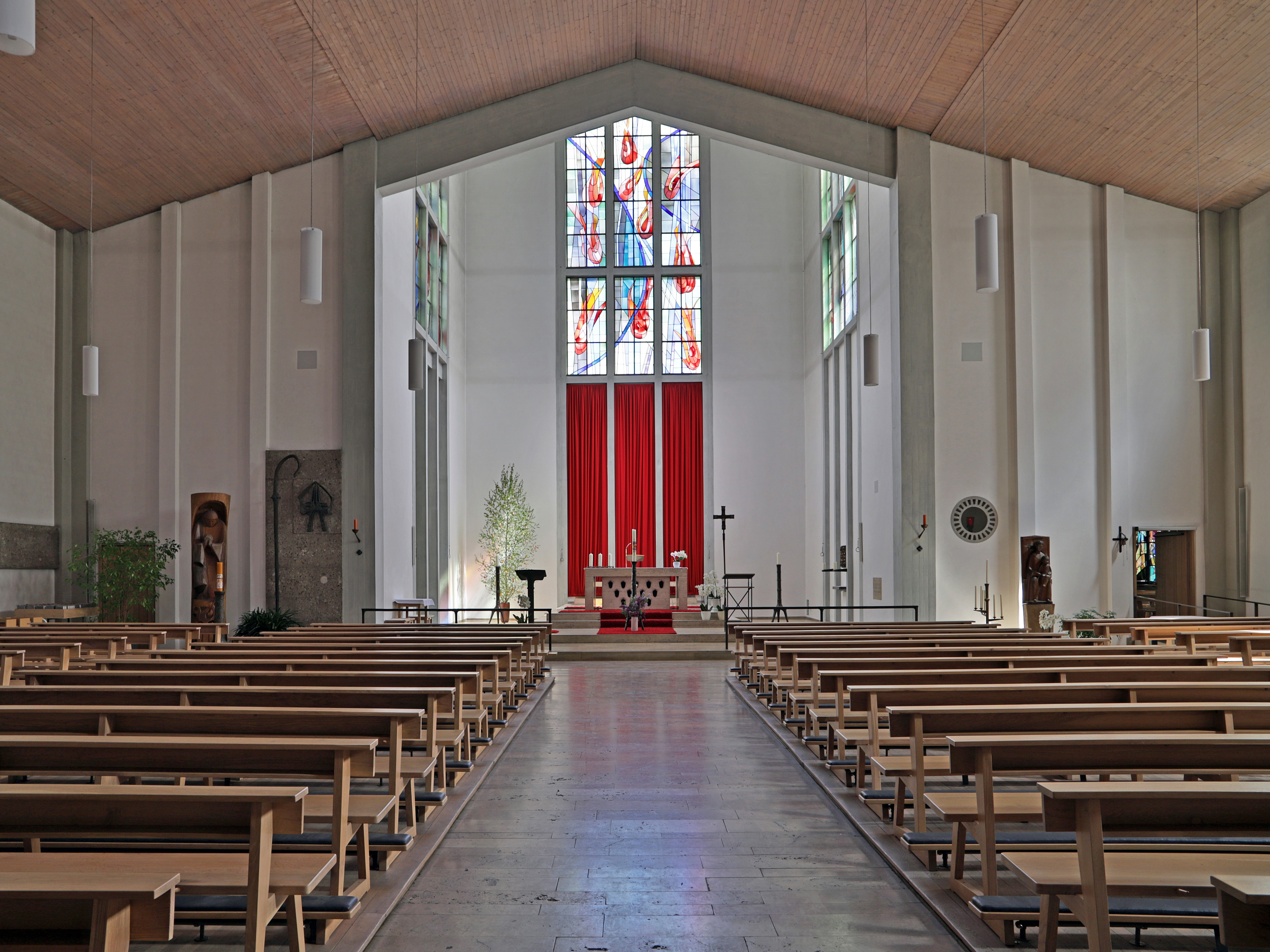
St. Lantpert Innenraum

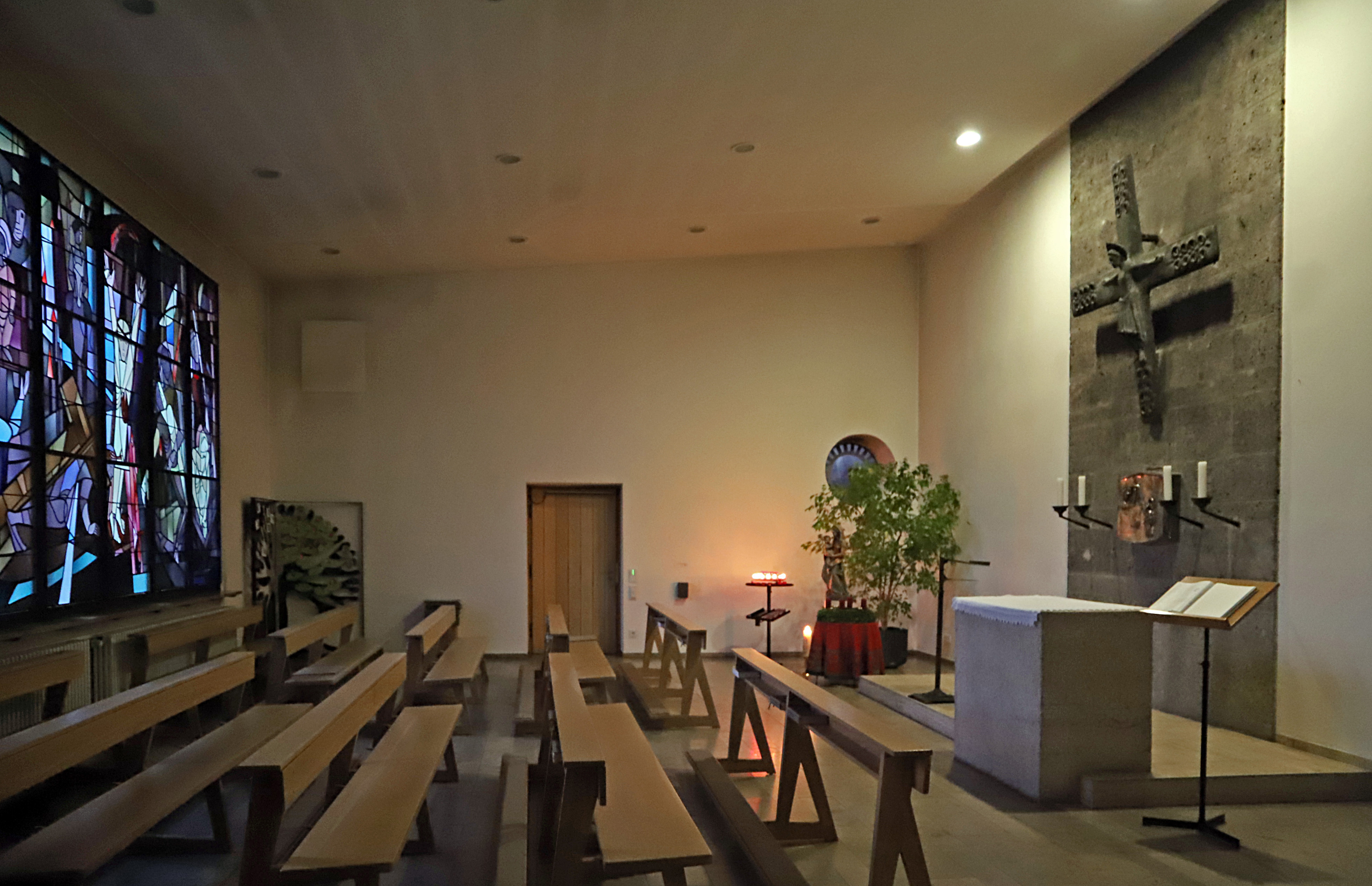
St. Lantpert Kapelle

St. Lantpert ist eine katholische Kirche in der Torquato-Tasso-Straße 40 im Münchner Stadtteil Milbertshofen. Sie gehört zum Erzbistum München-Freising und zum Pfarrverband Milbertshofen. Der Schutzpatron ist der hl. Lantpert, Bischof von Freising.

## Gebäude
Die Kirche, das Pfarrhaus und das Pfarrheim wurden 1957 und 1958 nach den Plänen des Architekten Wilhelm Gaertner aus München errichtet. Der mächtige 40 m hohe Chorturm – die Hälfte davon nimmt das Kupfer-Spitzhelmdach ein – charakterisiert den Bau. Er enthält den quadratischen Chor / Altarraum mit 10 × 10 m. Um den Turm gruppieren sich das quadratische Kirchenschiff mit 22 × 22 m, die Kapelle, die Sakristei, und eine Erweiterung des Chors durch einen Chorseitenraum.
Neben der Kirche gehört zur Gesamtanlage das Pfarrhaus, das Pfarrheim und ein Pfarrgarten.
Im September 1998 wurde das Pfarrheim aus feuerpolizeilichen Gründen gesperrt. Das neue Pfarrheim, errichtet nach den Plänen des Architekten Franz Kießling, wurde im März 2003 eingeweiht.

## Geschichte
Ihre Anfänge gehen in das Jahr 1952 zurück. Infolge des wirtschaftlichen Aufschwungs nach der Währungsreform und der damit beginnenden Bautätigkeit im Münchener Norden ist die Errichtung einer neuen Seelsorgestelle im Raum zwischen Milbertshofen, Am Hart, Alte Heide und Schwabing notwendig geworden.
Der Grundstein wurde am 20. Oktober 1957 gelegt. In diesem Jahr feierte man in der Erzdiözese München-Freising den 1000. Todestag des hl. Lantpert, des 13. Bischofs von Freising. Er wurde als Patron der Gemeinde ausgewählt.
Am 1. Juli 1958 wurde durch Erzbischof Josef Kardinal Wendel die selbständige Seelsorgestelle, die katholische Pfarrkuratie St. Lantpert errichtet. Kurat und später erster Pfarrer der Pfarrei wurde der Kaplan in St. Georg Milbertshofen, Georg Graßl (bis 1988). Zweiter und letzter Pfarrer von St. Lantpert (bis 2012 – ein Jahr vor der Pfarrverbandsgründung) war Alois Spielberger.  
Pfarrschwester von 1960 bis 2006 war Sr. Veronika Schulz von der Katholischen Heimatmission München. Geweiht wurde die Kirche durch Weihbischof Johannes Neuhäusler am 14. September 1958. Dreieinhalb Jahre später erfolgte am 1. Januar 1962 die Erhebung der Kuratie zur Stadtpfarrei durch Erzbischof Julius Kardinal Döpfner.
Seit 1. Oktober 2013 gehört St. Lantpert zum Pfarrverband Milbertshofen, zusammen mit St. Georg.

## Künstlerische Ausstattung
Die Kirchenfenster im Altarraum mit dem Pfingstmotiv und in der Kapelle mit den sieben Schmerzen Mariens stammen von Ernst Weiers.
Die Bronzearbeiten stammen von Max Faller. U. a. sind dies der für Altarraum und Kapelle gemeinsame Tabernakel, die Kreuze im Altarraum und in der Kapelle, die Leuchter, der Kreuzweg (1966). Auch ein Evangeliar (1994) ist von ihm.
Die Eichenholzskulpturen stammen von Siegfried Moroder. Die 3 m hohe St. Lantpert Figur wurde nachträglich von Ernst Weiers leicht farblich gestaltet. Die 1,2 m hohe Marienfigur, ursprünglich für die Kapelle vorgesehen, steht seit 2006 im Kirchenschiff.

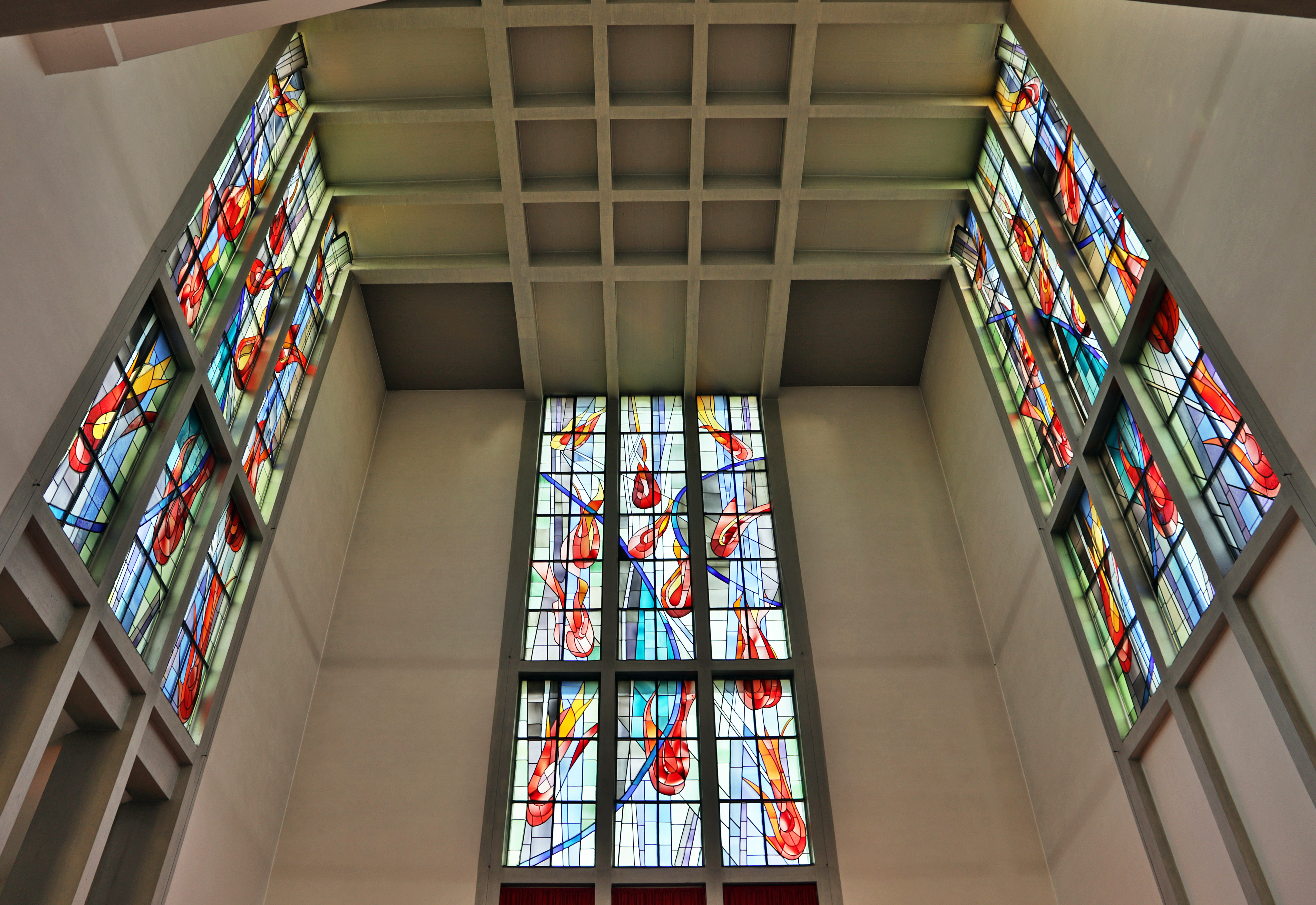
Kirchenfenster im Chorraum von Ernst Weiers
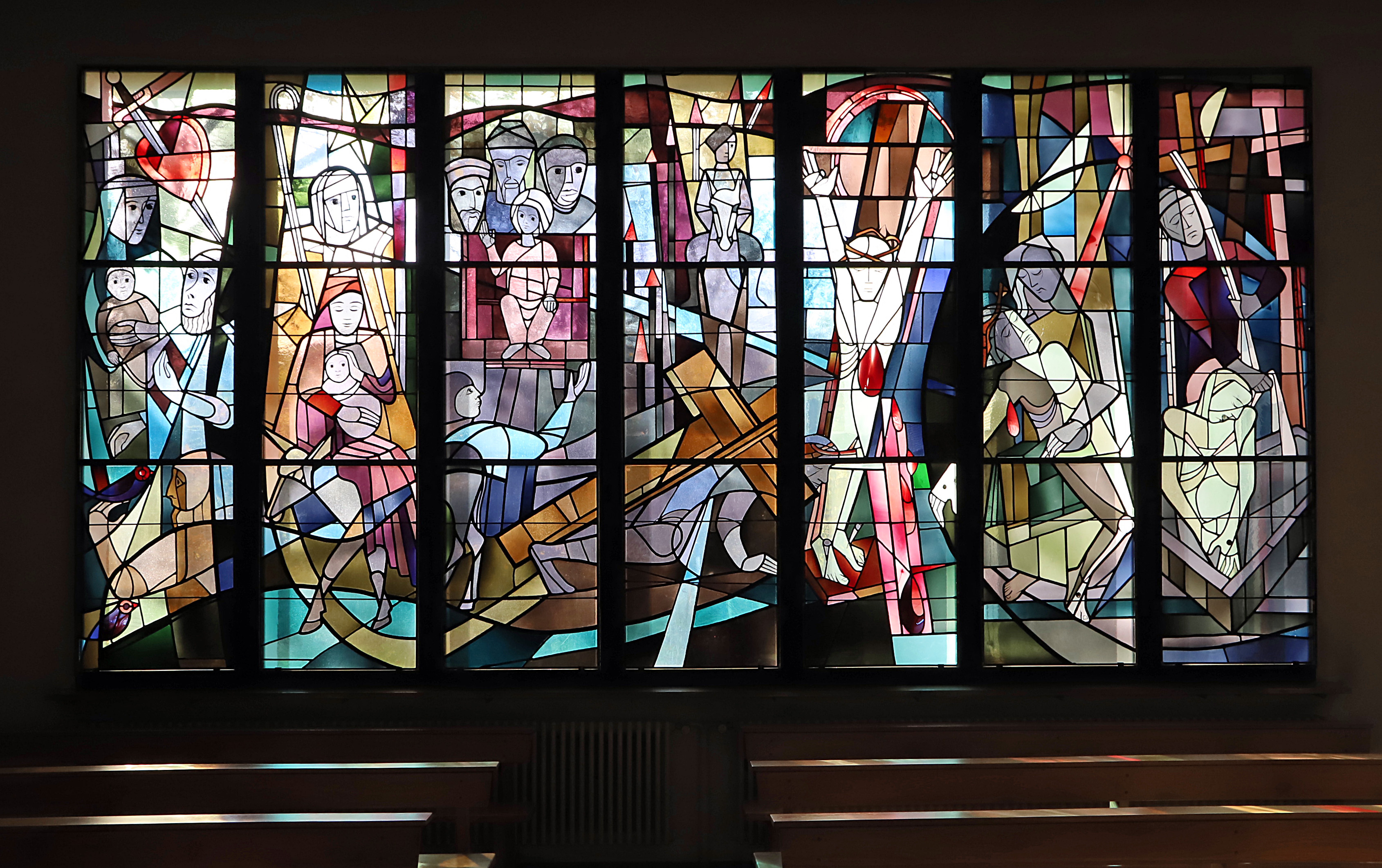
Kirchenfenster in der Kapelle „Die sieben Schmerzen Mariens“ von Ernst Weiers
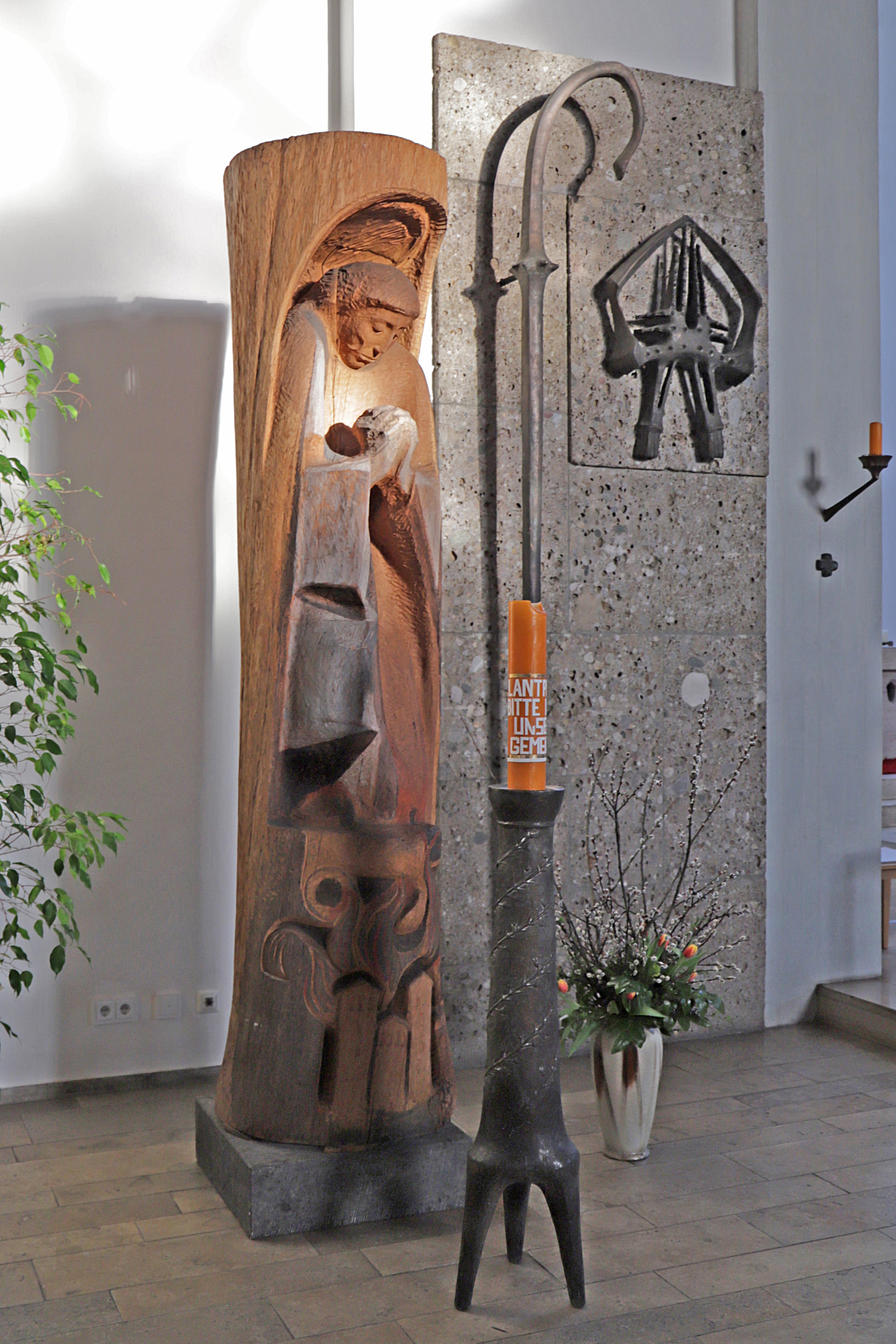
Hl. Lantpert, Bischof von Freising, Skulptur von Siegfried Moroder, Leuchter und Bischofsinsignien von Max Faller
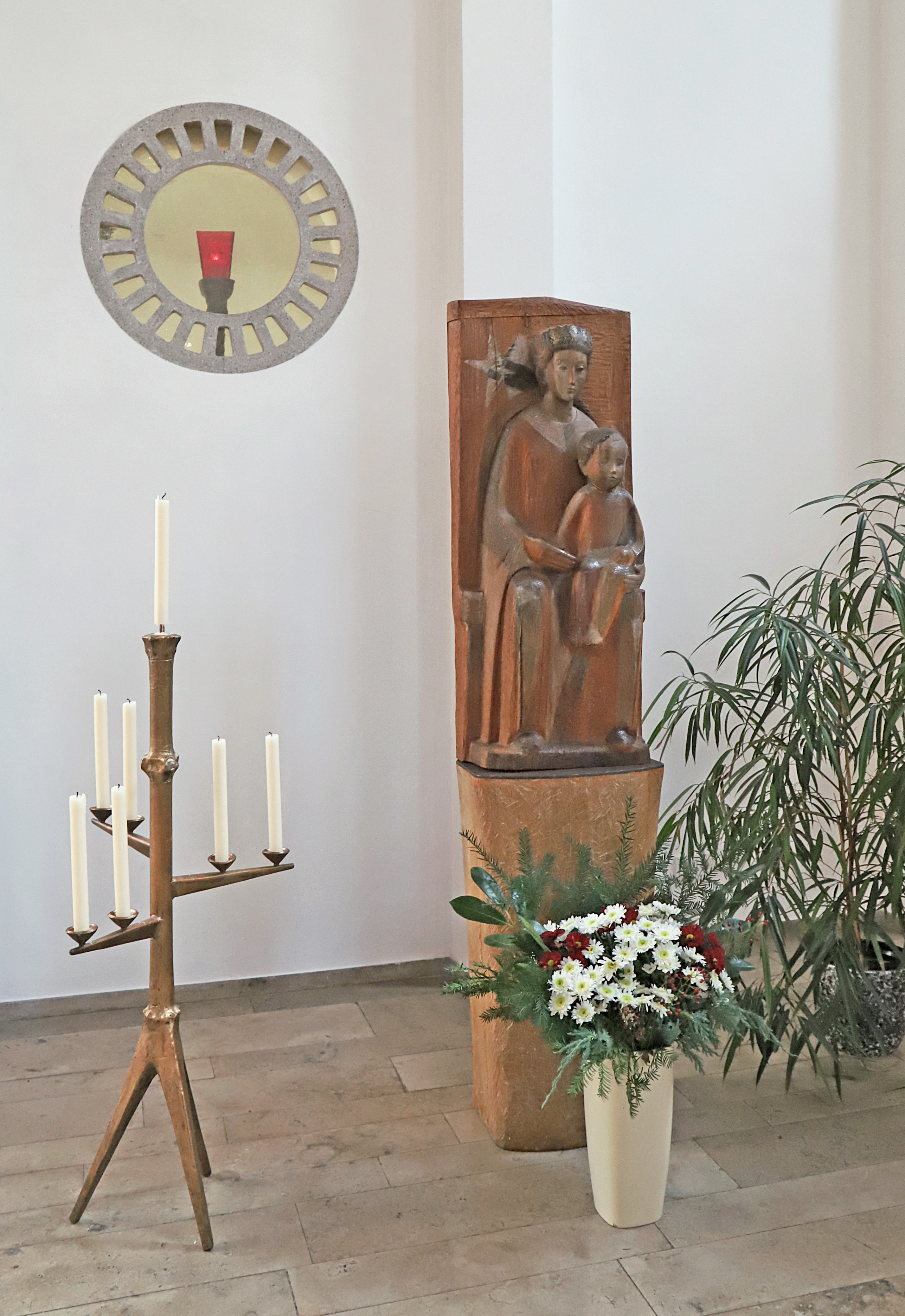
Madonna mit Kind, Skulptur von Siegfried Moroder

## Orgel
Die Orgel wurde von der Firma Orgelbau Carl Schuster & Sohn München erbaut. Sie verfügt über 22 Register und 1466 Pfeifen. Am Ostersonntag 1961 fand die Orgelweihe statt.
Ein transportables Orgelpositiv der Firma Deininger & Renner befindet sich in der Kapelle.

## Glocken
Die Glocken wurden in der Glockengießerei in Erding gegossen und am 1. April 1962 (Laetare) geweiht.
1. Allerheiligste-Dreifaltigkeits-Glocke, 1.900 kg, Schlagton c1, läutet zu Festtagen
2. Lantpertglocke, 1.130 kg Schlagton es1, Hammerschlag zu jeder vollen Stunde
3. Marienglocke, 900 kg, Schlagton f1, läutet täglich um 12 Uhr
4. Korbinianglocke, 500 kg, Schlagton as1, Hammerschlag zu jeder viertel Stunde

Lantpertglocke, Marienglocke und Korbinianglocke läuten zusammen am Samstag um 15 Uhr und vor Beginn eines Gottesdienstes. Zu Feiertagen läuten alle vier Glocken.

## Kunst außerhalb der Kirche

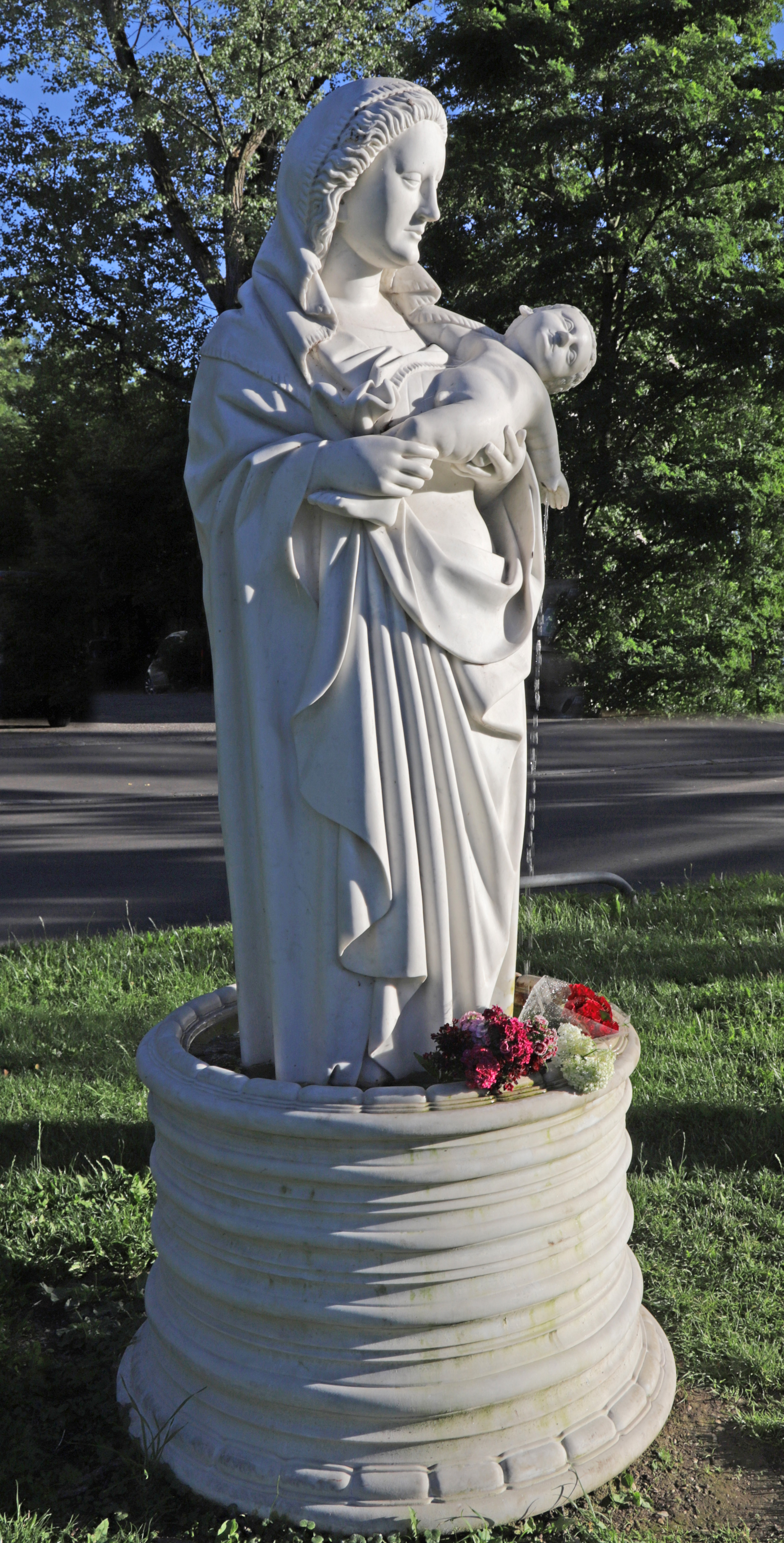
Marienbrunnen „Maria, Quell des Lebens“ im Petuelpark

2004 wurde der Petuelpark über dem Petueltunnel fertiggestellt, der auf dem Gemeindegebiet der Pfarrei liegt. Zu den dreizehn Kunstwerken des Parks gehört auch der Marienbrunnen „Maria, Quell des Lebens“ des Künstlers Hans van Houwelingen (48° 10′ 39,52″ N, 11° 34′ 29,73″ O). Am 20. Juni 2004 erfolgte die ökumenische Weihe, an der fünf benachbarte Pfarrgemeinden beteiligt waren.